# Безымянная угловая башня (Китай-город)
Безымянная угловая башня — одна из несохранившихся глухих башен Китайгородской стены. Находилась на северо-восточной стороне крепости, у нынешней Лубянской площади, рядом с Владимирской башней, а затем и с проломными воротами (в последний период ворота появились и с другой стороны). Это было невысокое двухъярусное с открытым с тыла верхним ярусом сооружение, то есть «полубашня». Построена из красного кирпича на белокаменном фундаменте. Имела гранёное тулово, с тремя (или четырьмя) уровнями бойниц. Являлась самой маленькой башней Китай-города. Как она называлась в Средневековье, неизвестно.

## Описание
Безымянная башня, в силу близости к Владимирской башне, составляла с ней единый архитектурный ансамбль. Касаясь её внешнего вида, необходимо учитывать, что в Средневековье она, как и все остальные башни, имела тесовое шатровое покрытие, что всегда показывалось на старинных планах.
С поля башню ограждал ров, так как она находилась на той стороне крепости, которая не имела естественных водных преград. При создании рва, земля из него выбрасывалась на внешнюю сторону, формируя там вал. На дне были установлены колья. Вода подводилась из реки Неглинной и далее сбрасывалась в Москву реку.
Первоначально, судя по итогам реставрации 20-х годов, внешнее оформление и высота башни были во многом такими же, как и у прясел крепости. Внешняя поверхность башни делилась на шесть вертикальных граней, плюс ещё по две короткие грани могли перекрывать  боевые ходы прясел. Внутреннюю поверхность стен верхнего яруса сначала переделали в просто округлую, а при последней реставрации на мерлонах немного проявились грани. Если реставрация 20-х годов не внесла существенные искажения, то изначальная поверхность башни не была строго вертикальной и членилась на четыре или пять уровней. От поверхности земли до нижнего уровня машикулей имелось незначительное схождение. Пояс машикулей, наоборот, слегка расширялся. Узкий поясок верха машикулей в разных местах отличался: имелось схождение, вертикальность или с одного края он был выполнен сильно вогнутым. Уровень с орудийными бойницами мерлонов снова сужался. Наконец, самый верх мерлонов сделали расширяющимся.
Площадка верхнего яруса находилась на одном уровне с боевым ходом стен. Его обрамляли мерлоны аналогичные мерлонам стен или более высокие, как у Птичьей башни, то есть имеющие дополнительный пояс небольших бойниц, предназначенных для ручного огнестрельного оружия. Именно второй вариант выбрали реставраторы (хотя для этого не было никаких оснований). В мерлонах было три орудийных бойницы. На дополнительном, спорном, уровне мерлонов — в шахматном порядке ещё три более мелкие бойницы. Кроме того, между этими двумя рядами, прямо на рёбрах многогранника имелись семь наленьких окошек, а под крышей, по граням, реставраторы разместили ещё девять. Их можно отнести к вентиляционным отверстиям и, скажем, наблюдательным. (Но в любом случае, это всё были лишь домыслы реставраторов.) С этого же яруса открывались три входа машикулей, которые образовывали средний бой. Подъём на этот ярус должен был осуществляться, как и у всех башен крепости, через ниши, расположенные в стене, по обе стороны от башни, через скрытый ступенчатый тамбур. Эти ниши отличались от остальных тем, что имели только глухие печуры. Было ли и здесь так же — неизвестно. О нижнем ярусе никаких сведений нет, но по аналогии, можно предположить, что он представлял собой камеру под кирпичным сводом и с открытым широким входом с тыла. В трёх направлениях из этого помещения отходили печуры с орудийными бойницами подошвенного боя.

## История и перестройки

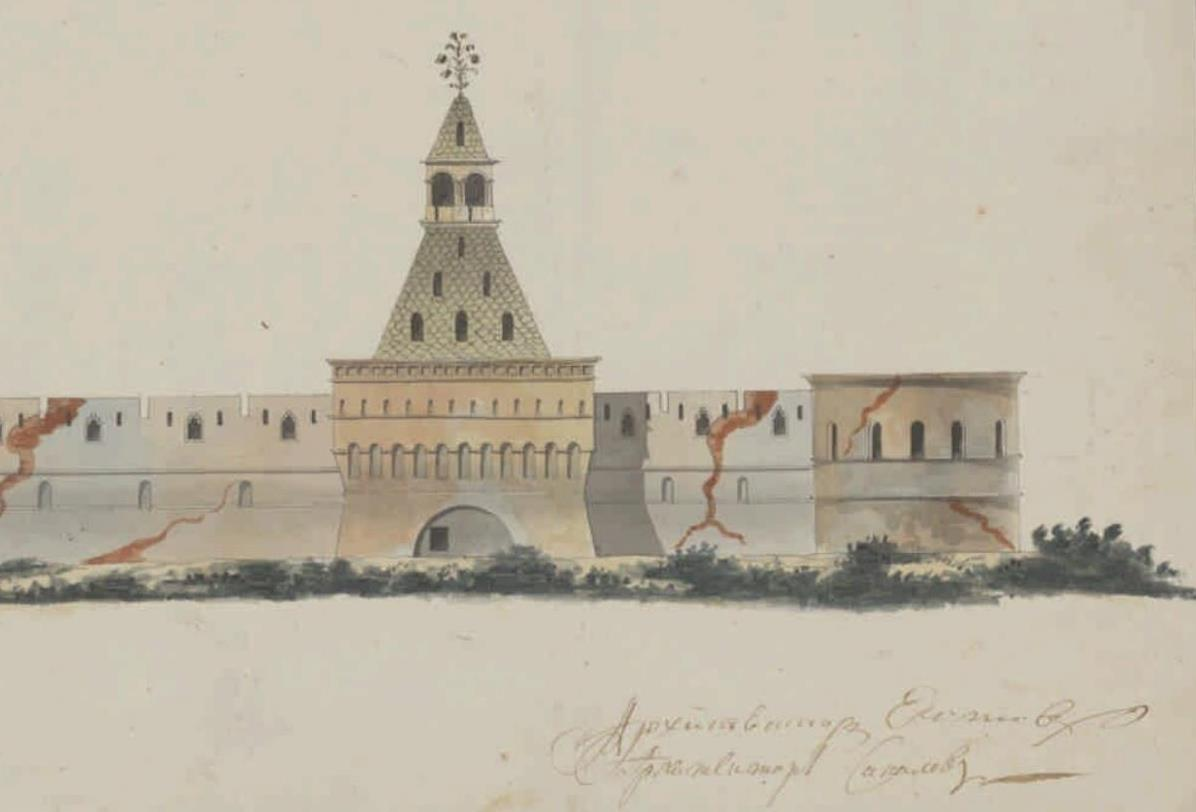
Владимирская и безымянная башни после 1812 года

В 1708—1709 годах, во время Северной войны, по периметру Кремля и Китай-города были построены земляные бастионные укрепления. Один двурогий бастион, усложнённый равелином, охватывал участок перед Владимирской и безымянной башнями. Во рву тогда воды не было, так как Неглинная была отведена и в ней было мало воды. Оставшийся сухой ров был вписан в созданную систему. Далее в поле этот бастион вместе с бастионом перед Птичьей башней охватывался горнверком, также со своим равелином. Предназначением горнверка была защита Пушечного двора, который им охватывался. В 1797—1798 годах, при Павле I, бастионы были реконструированы.

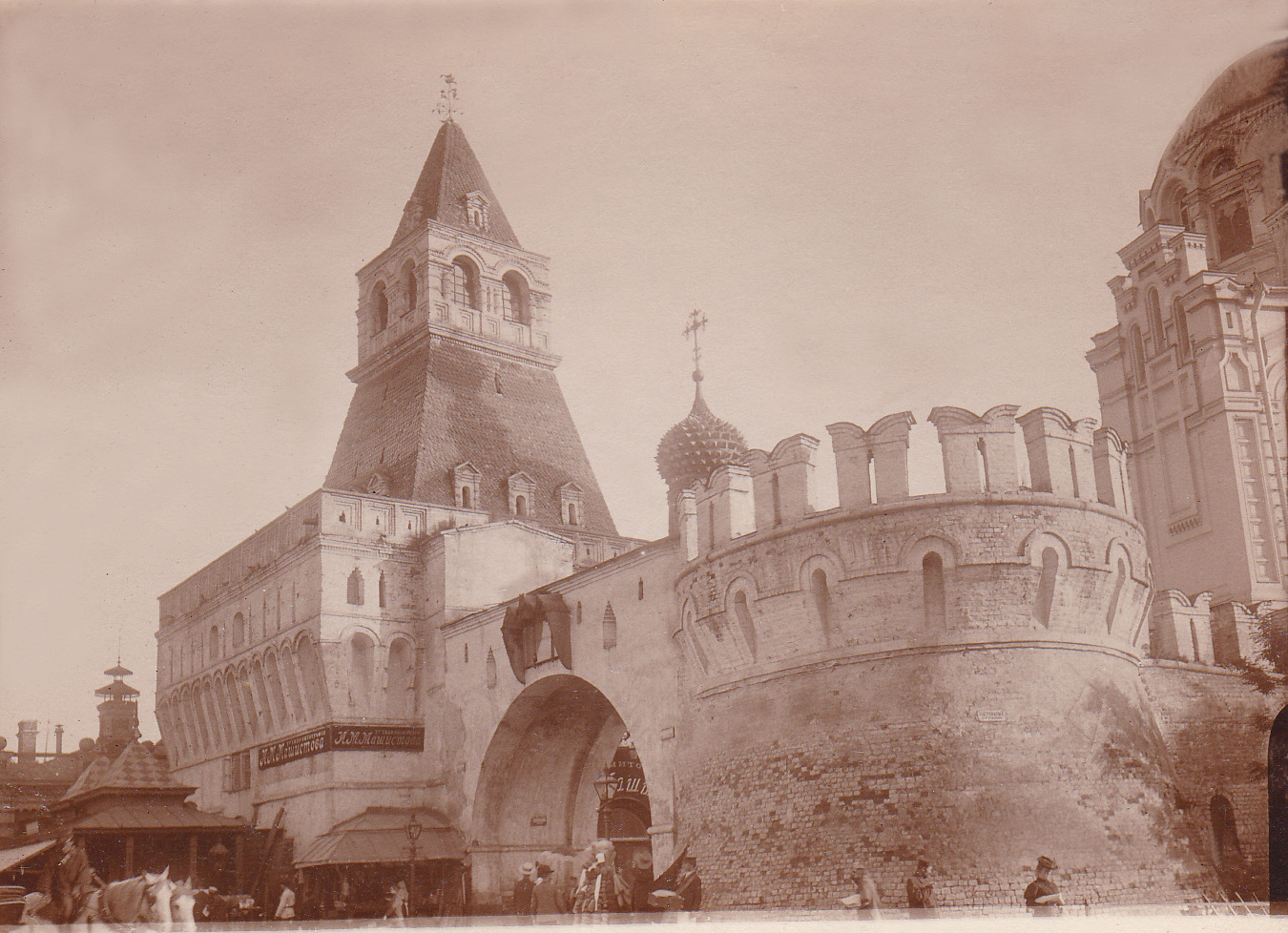
Безымянная башня после реставрации 1822 года

До начала XIX века башня, как можно понять из официального рисунка-чертежа начала XIX века, не претерпела каких-либо заметных изменений. Но в дальнейшем облик башни подвергся кардинальной трансформации. В 1802 году ров был засыпан землёй, взятой с наружного вала. В 1821—1825 годах были срыты бастионы. В это же время из-за возможного только Г-образного проезда через Владимирскую башню, в стене между двумя башнями были пробиты проломные ворота. В это время нижний уровень безымянной башни был сзади перекрыт стенкой с входом и окошком и использовался для каких-то нужд.
Видимо, во время ремонта 1822 года нижняя часть башни была усилена (как и у всех остальных малых полукруглых башен) утолщённым наклонным цоколем — талусом, который в данном случае полностью перекрывал машикули. Считается, что в Китай-городе талусы просто выполняли роль контрфорсов вокруг уже ветхих строений. Что относительно конкретно данной башни было справедливо, так как к этому времени крепость уже не имела военного значения. Выше пояска над талусом к мерлонам были каким-то образом пристроены сильно выступающие наружу машикули. Эти машикули не только перекрыли старые бойницы, но и сами были лишь декоративными. Наконец, был убран самый верх мерлонов и заменён лишь слегка возвышающимся над пряслами поясом из декоративных зубцов типа ласточкин хвост. Именно здесь был конец участка северной стороны крепости, где были установлены такие зубцы. В итоге башня с наружной стороны осталась вообще без окон.
В 1925—1926 годах была проведена масштабная реставрация Китайгородской стены, во время которой под поздней кладкой была обнаружена частично сохранившаяся древнейшая башня. Но, как уже говорилось выше, есть основание считать, что она могла сохраниться не выше уровня талуса. Кроме того, вероятно, гипотетические входы-тамбуры не восстанавливались, так как прилегающие к башне прясла были основательно перестроены. В одном уже существовали проломные Владимирские ворота, а другое, хотя и получило вместо ласточкиных хвостов древние мерлоны, но к тому времени было истончено, лишившись внутренних арок. Вдобавок там появились ещё одни, меньшие, проломные ворота. В 1932—1934 годах безымянная башня была снесена вместе с большей частью Китайгородской стены.

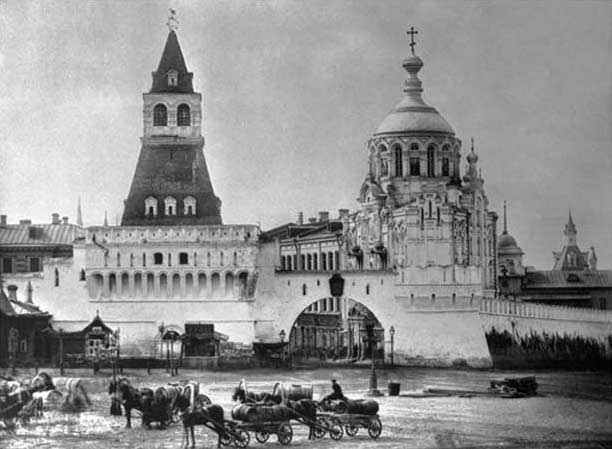
Владимирские ворота и безымянная башня в 1884 году
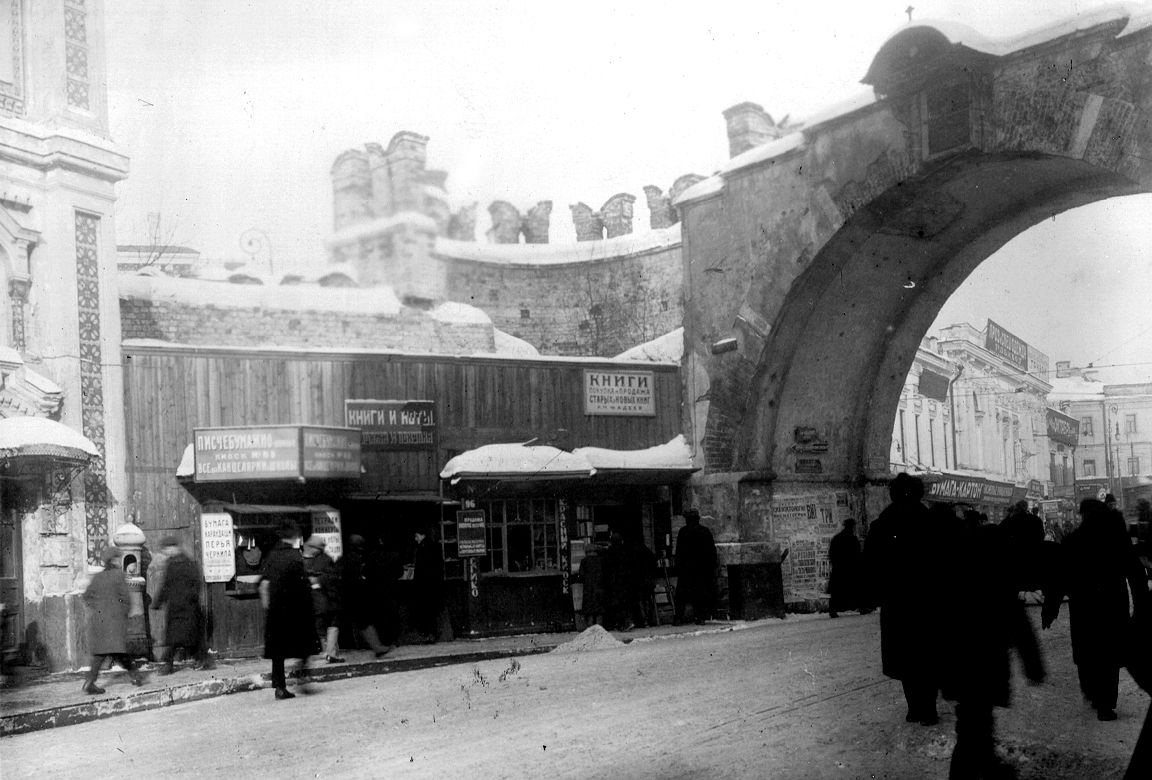
Безымянная башня изнутри
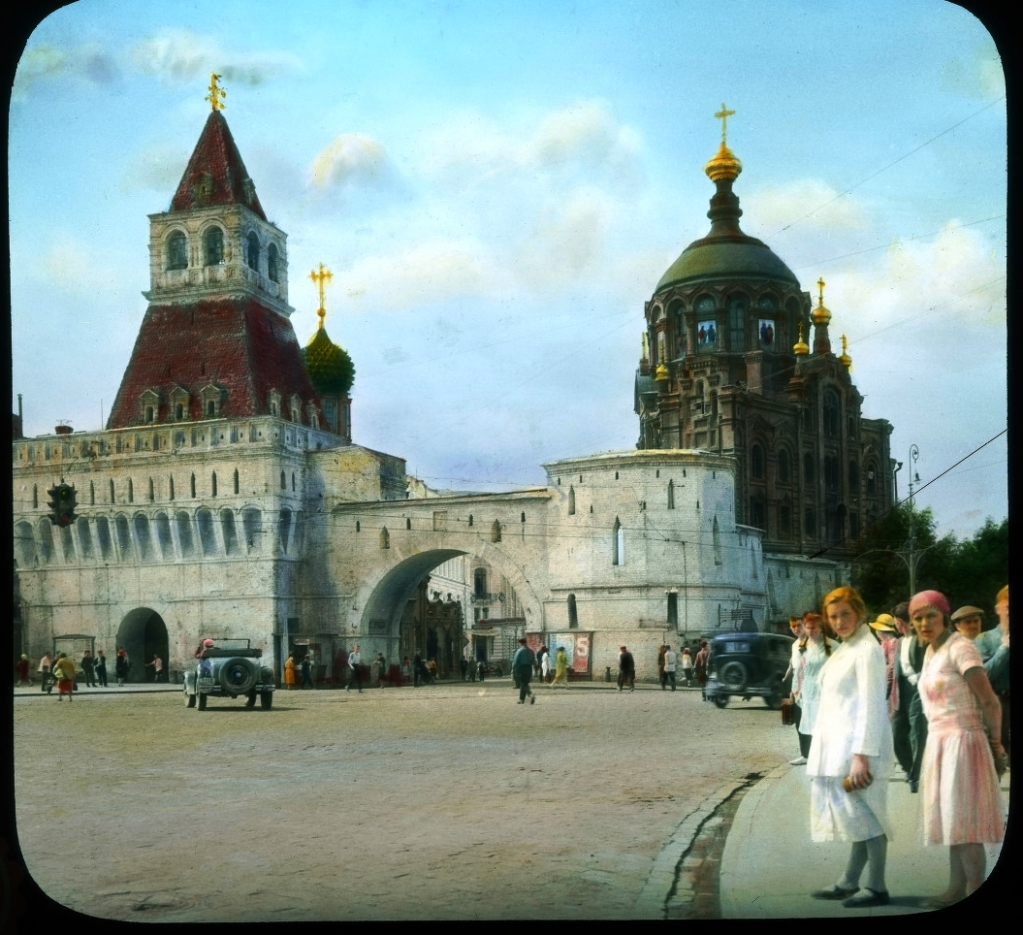
В 1931 г.
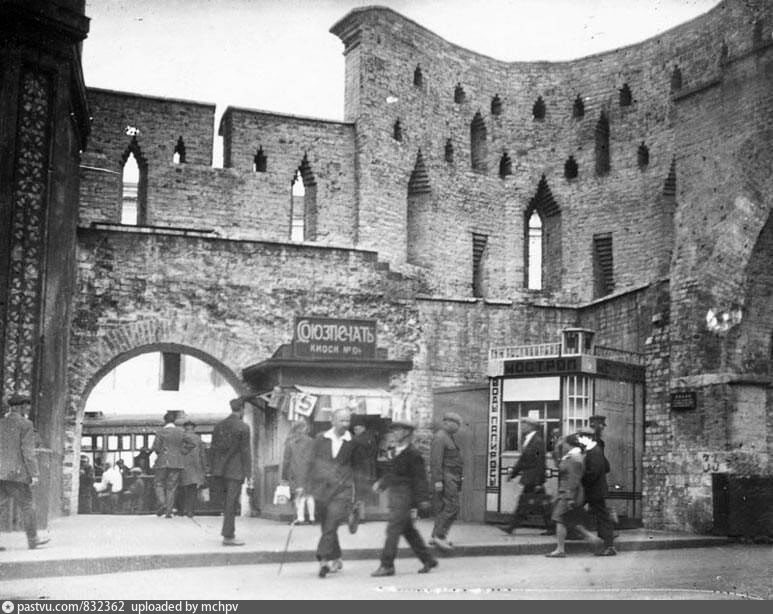
Башня изнутри после реставрации